# Конформаційний аналіз
Конформаці́йний ана́ліз (рос. конформационный анализ, англ. conformational analysis) — розділ стереохімії, що вивчає рівноваги між різними конформаціями, їхню будову й фізико-хімічні властивості. Включає вивчення відносної енергії (чи термодинамічної стабільності), реактивності, фізичних властивостей конформерів, зокрема із застосуванням напівкількісних правил та напівемпіричних розрахунків, методів молекулярної механіки, квантово-хімічних розрахунків, структурних даних, отриманих спектральними методами ЯМР, дифракції рентгенівських променів та іншими.